# Pou de glaç Crespià
El Pou de glaç Crespià és una obra de Crespià (Pla de l'Estany) inclosa a l'Inventari del Patrimoni Arquitectònic de Catalunya.

## Descripció
El pou de glaç està situat al costat obac d'un turó alslímits de Crespià. El pou està avui cobert de vegetació.De la construcció, actualment només es conserven elsmurs perimetrals de pedra del dipòsit cilíndric excavat a terra. Al mig hi ha les pedres que han caigut del mur i de l'antiga coberta del pou. El diàmetre del pou és d'uns 8 m, i la fondària actual és de prop de 4 m. S'ha de considerar que el pou de glaç és molt més profund però s'ha anat tapant al llarg dels anys.

## Història
El pou era usat antigament per conservar el gel al llarg de l'any. Es construïen al costat de la muntanya amb paraments de pedra seca i en forma de cilindre. Es tapaven amb una volta deixant 2 o 3 obertures. Durant l'hivern s'hi introduïa el gel que es formava pels voltants i s'intercalava amb palla. A l'estiu es treien els blocs de gel mitjançant una politja. Aquest sistema de conservar el gel natural es va deixar d'utilitzar quan van aparèixer nous procediments que mantenen el fred.